# Красная Репка
Красная Репка — деревня в Логозовской волости Псковского района Псковской области России.

## География
Расположена в 18 км к западу от центра города Пскова и в 14 км к западу от Неёлово.

## Население
| 2001 | 2002 | 2010 | 2012 |
| ---- | ---- | ---- | ---- |
| 2    | ↗5   | ↘3   | ↗4   |

## История
До 2005 года входила в состав Тямшанской волости.